# Carey Bell
Pour les articles homonymes, voir Bell.
Carey Bell Harrington, dit Carey Bell (né le 14 novembre 1936 et mort le 6 mai 2007), est un harmoniciste de blues.

## Biographie
Il est né à Macon dans le Mississippi.
Il commence à jouer de l'harmonica à 8 ans, et professionnellement à 13 ans avec l'orchestre de son parrain, le pianiste Lovie Lee (en). Lee emmène Carey à Chicago en 1956.
Carey joue parfois de la basse électrique derrière différents musiciens comme Little Walter Jacobs et Big Walter Horton.
Il enregistre (à l'harmonica) son premier disque en 1969.
Il joue ensuite dans les groupes de Muddy Waters et de Willie Dixon au début des années 1970. Il fait de nombreuses tournées avec eux, et enregistre des disques mémorables. Il joue aussi avec d'autres bluesmen : Earl Hooker, John Lee Hooker, Hound Dog Taylor,Louisiana Red…
Il participe aux enregistrements Harp Attack! dans les années 1990.
Il meurt le 6 mai 2007 d'une attaque cardiaque.

## Famille
Carey Bell Harrington est le filleul du pianiste Lovie Lee (Edward L. Watson).
Carey est aussi un cousin d'Eddy Harrington, plus connu sous le nom d'Eddy Clearwater.
Plusieurs de ses enfants sont musicens. Son fils Lurrie Bell (né en 1958) est aussi guitariste de blues. Ils jouent souvent ensemble, comme dans le disque Deep Down (1995). Carey Jr. et Tyson sont bassistes, Steve est harmoniciste et James est batteur.
Sa femme Dorothy est la fille du pianiste Charley West. Carey a également été marié avec Patrica Dixon, la fille de Willie Dixon.

## Discographie
- AFBF'69 Live at Royal Albert Hall (Various Artists) L+R Rec.
- Carey Bell's Blues Harp, Delmark, 1969
- Big Walter Horton With Carey Bell, Alligator, 1972
- Heartaches And Pain, Delmark, 1977
- Gamblin' Woman (avec Hubert Sumlin) L+R Rec. 1980
- Reality Blues (avec Louisiana Red) L+R Rec.  1980
- Boy from Black Bayou (avec Louisiana Red)  L+R Rec.  1983
- Son Of A Gun, Rooster Blues, 1984
- My Life, (avec Louisiana Red) L+R Rec. 1984
- Mellow Down Easy, Blind Pig, 1991
- Stormy Monday Band & Louisiana Red meet Carey Bell, (Live at Studio 55), Enja Records, 1991
- Harp Attack! (avec Billy Branch, James Cotton et Junior Wells), Alligator, 1991
- Harpmaster, JSP, 1994
- Goin' Down Main Street, Evidence, 1994
- Deep Down, Alligator, 1995
- Last Night, One Way, 1995
- Harpslinger, JSP, 1996
- Good Luck Man, Alligator, 1997
- Dynasty, JSP, 1997
- Carey Bell And Spike Ravenswood, Blues Encore, 1998
- Brought Up The Hard Way, JSP, 1998
- Superharps 2, Telarc, 2001 avec Snooky Pryor, Raful Neal
- Carey & Lurrie Bell - Second Nature, Alligator, 2004
- Notices d'autorité :   - VIAF
  - ISNI
  - BnF (données)
  - LCCN
  - GND
  - Espagne
  - Pays-Bas
  - Pologne
  - NUKAT
  - Tchéquie
  - WorldCat